# 朱继东
朱继东（1975年—），回族，山东东明人，记者、学者。

## 生平
1975年10月，朱继东出生在山东省东明县的回族家庭。高考时，他填报的志愿是中国人民大学。由于名额限制，於是就读中南民族学院。 1994年8月，朱继东收到了中南民族大学生物化学专业的录取通知书。。
現為中国社会科学院国家文化安全与意识形态建设研究中心常务副主任兼秘书长、马克思主义研究院毛泽东思想研究室主任。清华大学马克思主义理论博士后流动站博士后。

## 家庭
- 妻子李晓梅，毕业于北京广播学院电视工程系。曾担任记者、CCTV-7频道《乡约》栏目主编。[5]

## 观点与评价
2013年8月，《求是》下属《红旗文稿》刊发朱继东文章，文中呼吁重拳打击网络谣言，包括针对微博大V，高校党校教师，各机构专家学者，长期造谣传谣者，所有媒体，各网站等，严肃查处追究。
2016年，中国大陆多地出现抵制肯德基热潮，美国之音报道称，事件起自朱继东在新浪微博发文呼吁“举国不去肯德基和麦当劳消费：你能做得到吗？”的文章。美国之音引述不知名人士话称，此反美呼吁来自共青团和中宣部的双重指令，而北京公安部门已对事件开展调查。学者周蓬安发文批评朱继东刻意煽动民粹。人民日报微博、人民日报海外版“侠客岛”等也发文批评抵制事件。